# 조립 컴퓨터

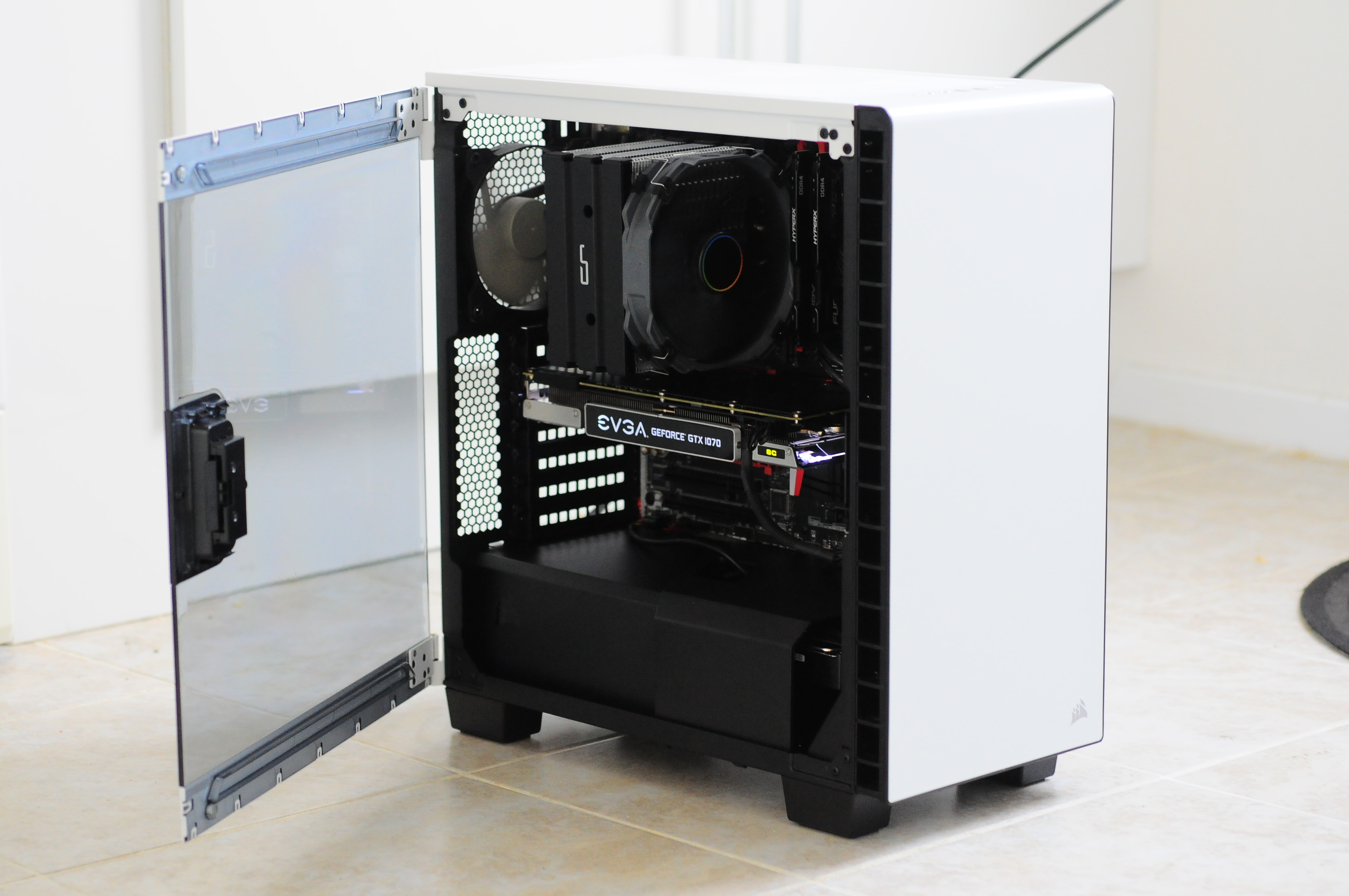
개인이 조립한 PC의 옆면. 메인보드와 내부 부품들이 보인다.

조립 컴퓨터(組立-, custom-built, homebuilt computer)는 컴퓨터 제품의 판매자로부터 구매한 완제품의 컴퓨터가 아닌, 여러 부품, 특히 시중에 판매되는 상용 기성 부품(COTS)을 조립하여 제작된 컴퓨터를 일컫는 말이다.
보통 조립 컴퓨터는 완제품의 컴퓨터보다 가격이 더 저렴한 것으로 받아들여지는데, 이는 상용 제품의 컴퓨터를 제조할 때 들어가는 노동 비용과 브랜드 값을 사용자 자신이 직접 컴퓨터를 조립하여 만드는 것으로 절감되기 때문이다.
이미 완성되어 판매되는 완제품 컴퓨터와 비교하여, 컴퓨터의 구성 부품의 사용자에 의한 개별화의 경향이 높다.
조립 컴퓨터는 가정용 컴퓨터처럼 가정에서 사용되는 경우가 대부분이며, 판매된 가정용 컴퓨터 또한 전통적으로 제조업체가 조립한 완제품의 컴퓨터이기도 했다. 미국의 가정용 컴퓨터 보급의 초창기에, 가정용으로 조립 가능한 부품 키트 형태로 판매된 Newbear 77-68(en)등의 예도 존재하였다.

## 역사
개인용 컴퓨터를 직접 만드는 행위는 오랜 역사를 가지고 있으며, 1820년대 빅토리아 시대의 선구자 찰스 배비지가 최초의 기계식 컴퓨터를 조립한 시절로 거슬러 올라간다. 찰스 배비지의 시대 이후 1세기 뒤, 콘라트 추제는 당시 전기 기계 릴레이 기술이 널리 보급된 시기에 자신의 계산기를 손수 조립하였다. 1965년 전기 엔지니어인 제임스 서더랜드(James Sutherland)는 웨스팅하우스에서 근무하던 시기에, 남는 부품으로 컴퓨터를 만들기 시작했다. 이 취미는 마이크로프로세서의 초기 개발과 함께하였으며 그 이후로 수많은 애호가들이 자신만의 컴퓨터를 제조했다.
1970년대 후반에서 1980년대 초의 시기에, 미국의 앨테어 8800, 영국의 Newbear 77-68과 Nascom designs 과 같은 조립형 컴퓨터의 제품들이 등장하였다. 이들 제품들은 부품으로 구성된 키트를 조립하는 형태, 또는 Ferguson사의 Big Board 시리즈 처럼, 단일 기판 형태로 판매되었다. 앨테어 8800에 포함된 S-100 버스 (앨태어 버스)는 확장 카드를 슬롯에 삽입하여 기능을 확장하는 구조의 초창기 사실상의 표준 역할을 했다. 이후, 가정용 컴퓨터의 발매, IBM PC(및 호환 기종), 아울러 80년대 중반에 들어 시장에서 성장한 주변 부품 제공 산업의 발달로, 개인용 컴퓨터를 조립하는 작업은 한층 쉬워졌으며, 컴퓨터를 조립해 만드는 행위가 전문가에만 국한되지 않게 되었다.
한편 애플의 매킨토시 및 아미가 컴퓨터 시리즈에서처럼 자체 하드웨어, 펌웨어 및 소프트웨어 상의 계약 및 특허권의 이유로 일반 사용자들이 조립해서 만들 수 없는 컴퓨터 또한 존재한다.

## 취미로서의 개발
한때 데스크톱 PC를 조립하는 것은 대중적인 취미였다. 소매점에서 판매되는 미리 제조된 모델을 능가하는 데스크톱을 조립할 수 있을 뿐 아니라 자신만의 컴퓨터를 조립하는 사람은 자신들이 원하는 부품은 무엇이든 추가할 수 있는데, 이를테면 여러 개의 하드 드라이브, 케이스 모드, 고성능 그래픽 카드, 수랭, 멀티헤드 고해상도 모니터 구성을 들 수 있으며 또 마이크로소프트 세금을 지불하지 않고 다른 운영 체제를 사용할 수 있다.

## 같이 보기
- 해킨토시
- 베어본 컴퓨터